# دهن نباتي

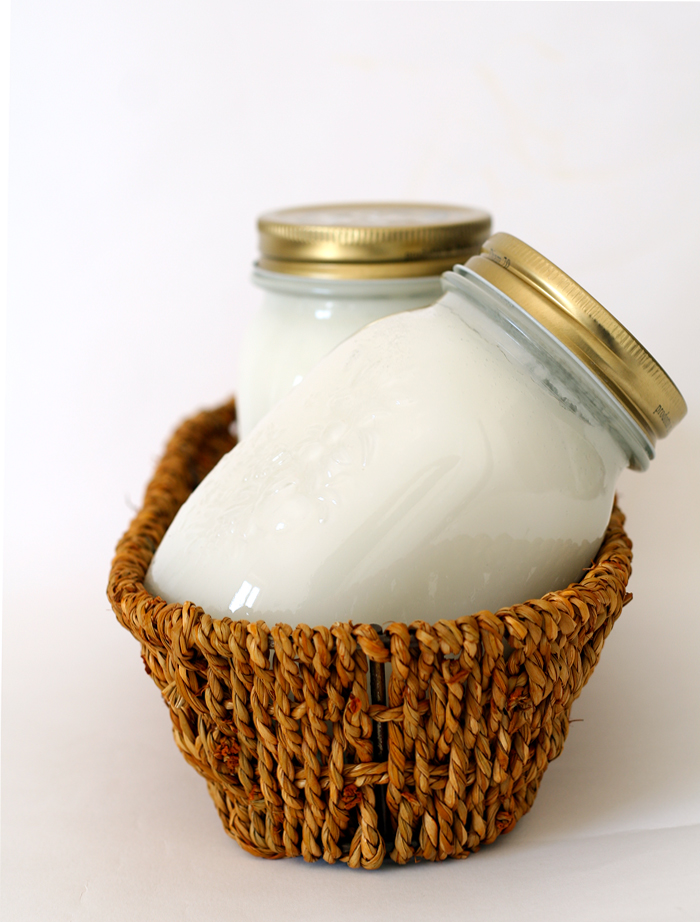
Strutto، دهن الخنزير المصفى أو السمنة، هو نوع من السمن شائع في إيطاليا وكورسيكا (حيث يُسمى هناك "سدروتو").

سمنة نباتية هي أي دهون تكون صلبة عند درجة حرارة الغرفة وتستخدم لتحضير عجائن هشة ومنتجات غذائية أخرى.
تعود فكرة السمنة النباتية إلى ما لا يقل عن القرن الثامن عشر، أي قبل اختراع السمنة النباتية الحديثة والمستقرة على الرفوف. في القرون السابقة، كان الدهن الحيواني هو المكون الأساسي المستخدم لتقصير العجين. السبب في تسميتها بالسمنة النباتية هو أنها تجعل الطعام الناتج هشا، أو يتصرف كما لو كان يحتوي على ألياف قصيرة. تمنع الدهون الصلبة الربط الجزيئي بين جزيئات الجلوتين. هذا الربط كان سيعطي العجين مرونة، مما يسمح بتمديده إلى قطع أطول. في الحلويات مثل الكيك، التي يجب ألا تكون مرنة، تُستخدم السمنة النباتية لإنتاج النسيج المطلوب.

## التاريخ والسوق

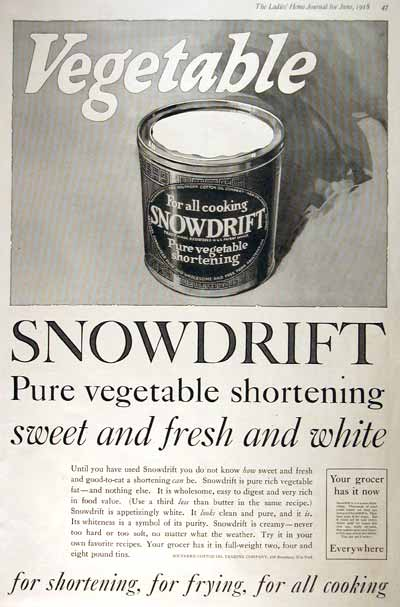
إعلان لعام 1918 عن السمنة النباتية

في البداية كانت السمنة النباتية مرادفًا للدهن الحيواني (الشحم), ولكن مع اختراع السمن النباتي من دهن الأبقار بواسطة الكيميائي الفرنسي هيبوليت ميج-مورييس في عام 1869, أصبح السمن يشمل أيضًا هذا المصطلح. ومنذ اختراع الهدرجة للزيوت النباتية في أوائل القرن العشرين, أصبح مصطلح "السمنة النباتية" يشير في الغالب إلى الزيوت النباتية المهدرجة. يتم تصنيع السمن الحديث بشكل أساسي من الزيوت النباتية المكررة والماء، وقد يحتوي أيضًا على الحليب. تشترك السمنة النباتية في العديد من الخصائص مع الشحم: كلاهما دهون شبه صلبة مع نقطة تدخين أعلى من الزبدة والسمن النباتي. تحتوي على كمية أقل من الماء وبالتالي هي أقل عرضة للانفجار عند القلي، مما يجعلها أكثر أمانًا. يحتوي الشحم والسمنة النباتية على محتوى دهني أعلى مقارنة بحوالي 80% للزبدة والسمن النباتي. تميل السمن الخاص بالكعك والسمنة النباتية إلى احتواء نسبة مئوية قليلة من أحادي الجلسريد، في حين أن السمن الآخر يحتوي عادة على نسبة أقل. هذه "السمنة عالية النسبة" تندمج بشكل أفضل مع المكونات محبة للماء مثل النشويات والسكر.
الهدرجة للمواد العضوية تم تطويرها لأول مرة من قبل الكيميائي الفرنسي بول ساباتيه في عام 1897، وفي عام 1901 قام الكيميائي الألماني فيليلم نورمان بتطوير عملية هدرجة الدهون، والتي حصل على براءة اختراع لها في عام 1902. في عام 1907، انتقل الكيميائي الألماني إدوين كونو كايسر إلى سينيكتي، أوهايو، مسقط رأس شركة صابون بروكتر وغامبل. كان قد عمل لدى الشركة البريطانية جوزيف كروسفيلد وأبناؤه وكان على دراية جيدة بعملية نورمان، حيث كانت كروسفيلد وأبناؤه تمتلك الحقوق البريطانية لبراءة اختراع نورمان. بعد وصوله مباشرة، أبرم كايسر صفقة تجارية مع بروكتر وغامبل، وقدّم الشركة عمليتين لهدرجة زيت بذور القطن، بهدف خلق مادة خام للصابون. مخترع آخر يدعى والاس مككوا في مدينة ماكون، جورجيا، لعب أيضًا دورًا في اختراع السمنة النباتية. في عام 1905، حصل مككوا على براءة اختراع لعملية كان يمكنه من خلالها تحويل بذور القطن الرخيصة والتي لا قيمة تجارية لها إلى دهن حيواني مقلد وصابون. في وقت لاحق من عام 1909، قامت بروكتر وغامبل بتوظيف مككوا وشراء براءات اختراعه إلى جانب براءات اختراع العلماء الآخرين الذين عملوا على الهدرجة الجزئية، مما ساعد لاحقًا في تطوير "السمنة النباتية". نظرًا لأن المنتج كان يشبه الشحم، بدأت بروكتر وغامبل ببيعه كدهون نباتية للاستخدام في الطهي في يونيو 1911، وأسموه "كريسكو"، وهو تعديل لعبارة "زيت بذور القطن المتبلور".
بينما يشبه السمنة الحيوانية، كانت السمنة النباتية أرخص بكثير في الإنتاج. كما أن السمنة لم تكن بحاجة إلى تبريد، مما خفض تكاليفها وزاد من جاذبيتها في وقت كانت فيه الثلاجات نادرة. كما كانت السمنة أكثر حيادية في الطعم من الزبدة والشحم، مما منحها ميزة فريدة أثناء الطهي. مع هذه المزايا، بالإضافة إلى حملة إعلانات مكثفة من قبل بروكتر وغامبل، أصبحت كريسكو تحظى بشعبية كبيرة في المنازل الأمريكية بسرعة. استهدفت الشركة الأمهات من خلال تقديم السمنة كطريقة أكثر اقتصادية وأنظف لتحضير الوجبات. لعبت بروكتر وغامبل على الطعم الحيادي للسمنة وكذلك على نقطة الدخان العالية. ونتيجة لذلك، ادعوا أن النكهات الطبيعية للطعام ستبرز دون وجود جزيئات سوداء أو روائح غير مرغوب فيها شائعة مع الدهون الأخرى. كما أعلنت بروكتر وغامبل عن مدى اقتصادية استخدام السمنة، وغالبًا ما كانت تروج لوصفات رخيصة تتضمن السمنة لجذب الأمهات المقتصدات. مع تزايد التصنيع الصناعي للغذاء وسعي الشركات للحصول على المواد الخام منخفضة التكلفة، أصبح استخدام السمنة النباتية شائعًا أيضًا في صناعة الغذاء. بالإضافة إلى ذلك، ساعدت الفوائض الضخمة التي تمولها الحكومة الأمريكية من زيت بذور القطن، زيت الذرة، وفول الصويا في خلق سوق للسمنة النباتية منخفضة التكلفة.

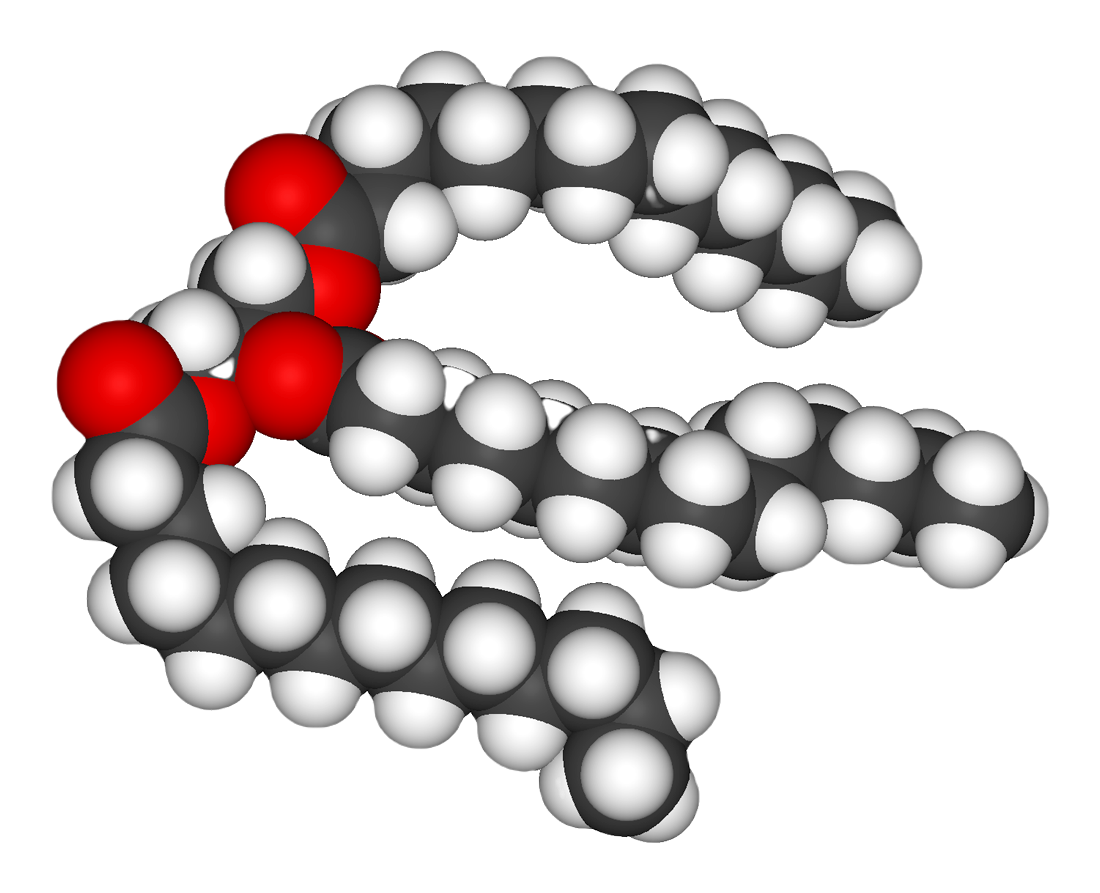
جزيء ثلاثي الغليسريد، المكون الرئيسي للسمنة النباتية

تعتبر كريسكو، المملوكة لشركة The J.M. Smucker Company منذ عام 2002، العلامة التجارية الأكثر شهرة للسمنة في الولايات المتحدة، وتتكون حالياً من مزيج من زيت فول الصويا المهدرجة جزئياً وكلياً وزيت النخيل. في أيرلندا والمملكة المتحدة، تعتبر Trex علامة تجارية شهيرة[بحاجة لمصدر]، بينما في أستراليا، تعتبر Copha علامة تجارية مشهورة، ويتم تصنيعها أساساً من زيت جوز الهند.

## العجينة القصيرة
العجينة الهشة هي تلك التي تكون ذات قوام دقيق. وعلى النقيض من العجينة القصيرة، توجد العجينة "الطويلة"، وهي التي تتمدد.
يمكن لسمنة نباتية (أو الزبدة، أو الدهون الصلبة الأخرى) إنتاج كلا النوعين من العجائن؛ الفرق يكمن في التقنية. لإنتاج عجينة هشة، والتي تستخدم عادة في التورتات، يتم تقطيع السمنة إلى الدقيق باستخدام معالج الطعام، أو خلاط المعجنات، أو سكينين طاولة، أو الأصابع، أو أي أداة أخرى حتى يصبح الخليط الناتج ذو قوام ناعم يشبه دقيق الذرة. أما لإنتاج العجينة الطويلة، فيتم تقطيع السمنة فقط حتى تتشكل فتات بحجم حبة البازلاء، أو قد تحتوي على كتل أكبر. بعد تقطيع الدهون، يتم إضافة السائل (إن وُجد) وتشكيل العجينة استعدادًا للخبز.
لا تعتبر العجينة الهشة أو عجينة الفتات الطويلة من الكريمات أو المزيجات المحضرة بالتحريك.

## المخاوف الصحية وإعادة الصياغة
في أوائل القرن الحادي والعشرين، أصبح السمن النباتي موضوعًا لبعض المخاوف الصحية بسبب تركيبته التقليدية المكونة من زيوت نباتية مهدرجة جزئيًا التي تحتوي على الدهون المتحولة، وهي نوع لا يوجد بكميات كبيرة في أي طعام طبيعي، وقد تم ربطها بعدد من الآثار الصحية السلبية. وبناءً على ذلك، تم تقديم نسخة منخفضة الدهون المتحولة من علامة كريسكو التجارية الأمريكية في عام 2004. في يناير 2007، تمت إعادة صياغة جميع منتجات كريسكو لتحتوي على أقل من جرام واحد من الدهون المتحولة لكل حصة، وبناءً عليه تم إيقاف بيع النسخة التي كانت خالية من الدهون المتحولة والتي تم تقديمها في 2004. في 2018، أصدرت إدارة الغذاء والدواء الأمريكية حظرًا على الزيوت المهدرجة جزئيًا، مما أجبر شركة بروكتر وغامبل على إعادة صياغة سمنها. اعتبارًا من أكتوبر 2024، يحتوي كريسكو على زيت النخيل المهدرج بالكامل بدلاً من زيت نباتي مهدرج جزئيًا للامتثال للوائح إدارة الغذاء والدواء الأمريكية. ومع ذلك، فإن الزيوت المهدرجة بالكامل تكون صلبة وشمعية، مما أدى إلى أن خلط كريسكو سمنه مع زيوت فول الصويا بالإضافة إلى المزيد من زيت النخيل. ونتيجة لذلك، فإن الصيغة الجديدة لكريسكو، التي تعتمد بشكل كبير على زيت النخيل، مثيرة للجدل بسبب تأثير زيت النخيل على الغابات المطيرة حيث يجب تطهير مساحات كبيرة من الغابات المطيرة. في 2006، تم أيضًا إعادة صياغة العلامة التجارية البريطانية كوكين لإزالة الدهون المتحولة.
بدلاً من استخدام الزيوت المهدرجة بالكامل لاستبدال الزيوت المهدرجة جزئيًا في الطعام، قد يكون البديل المحتمل هو استخدام الستيرولات النباتية، كما أبرز عمل البروفيسور ج. رالف بلانشيفيلد. تشير أبحاثه في علوم الطعام إلى أنه يمكن استخدام الستيرولات النباتية في منتجات مثل السمن لتقليل خطر الإصابة بأمراض القلب التاجية من خلال تثبيط امتصاص الكوليسترول في الأمعاء الدقيقة.
| نوع الدهون                    | إجمالي الدهون (جرام) | الدهون المشبعة (جرام) | الدهون غير المشبعة الأحادية (جرام) | الدهون غير المشبعة المتعددة (جرام) | نقطة الدخان     |
| ----------------------------- | -------------------- | --------------------- | ---------------------------------- | ---------------------------------- | --------------- |
| سمنة                          | 81                   | 51                    | 21                                 | 3                                  | 150 °م (302 °ف) |
| زيت الكانولا                  | 100                  | 6–7                   | 62–64                              | 24–26                              | 205 °م (401 °ف) |
| زيت جوز الهند                 | 99                   | 83                    | 6                                  | 2                                  | 177 °م (351 °ف) |
| زيت الذرة                     | 100                  | 13–14                 | 27–29                              | 52–54                              | 230 °م (446 °ف) |
| دهن الخنزير                   | 100                  | 39                    | 45                                 | 11                                 | 190 °م (374 °ف) |
| زيت الفول السوداني            | 100                  | 16                    | 57                                 | 20                                 | 225 °م (437 °ف) |
| زيت الزيتون                   | 100                  | 13–19                 | 59–74                              | 6–16                               | 190 °م (374 °ف) |
| زيت نخالة الأرز               | 100                  | 25                    | 38                                 | 37                                 | 250 °م (482 °ف) |
| زيت الصويا                    | 100                  | 15                    | 22                                 | 57–58                              | 257 °م (495 °ف) |
| الشحم                         | 94                   | 52                    | 32                                 | 3                                  | 200 °م (392 °ف) |
| سمن                           | 99                   | 62                    | 29                                 | 4                                  | 204 °م (399 °ف) |
| زيت دوار الشمس                | 100                  | 10                    | 20                                 | 66                                 | 225 °م (437 °ف) |
| زيت دوار الشمس (عالي الأوليك) | 100                  | 12                    | 84                                 | 4                                  |                 |
| سمن نباتي                     | 100                  | 25                    | 41                                 | 28                                 | 165 °م (329 °ف) |